# Resolución 687 del Consejo de Seguridad de las Naciones Unidas
La Resolución 687 del Consejo de Seguridad de las Naciones Unidas se adoptó el 3 de abril de 1991. Tras reafirmar las resoluciones 660, 661, 662, 664, 665, 666, 667, 669, 670, 674, 677, 678 (todas de 1990) y 686 (de 1991), el Consejo estableció las condiciones, en una resolución global, que Irak debía cumplir tras perder la Guerra del Golfo. La resolución 687 fue aprobada por 12 votos a favor, uno en contra (Cuba) y dos abstenciones de Ecuador y Yemen, tras una reunión muy prolongada. Irak aceptó las disposiciones de la resolución el 6 de abril de 1991.

## Detalles
La Resolución 687, dividida en nueve secciones, instaba en primer lugar a Irak y Kuwait a respetar la frontera entre ambos países, y pedía al Secretario General, Javier Pérez de Cuéllar, que prestara asistencia en la demarcación de la frontera. Solicitaba al Secretario General que presentara, en el plazo de un mes, un plan para el despliegue de la Misión de Observación de las Naciones Unidas para Iraq y Kuwait a lo largo de la zona desmilitarizada, que se estableció en 10 km dentro de Iraq y 5 km dentro de Kuwait.

### Armas de destrucción masiva
El Consejo ha recordado a Irak sus obligaciones en virtud del Protocolo de Ginebra y de retirar y destruir incondicionalmente todas las armas químicas y biológicas y los misiles balísticos con un alcance superior a 150 km. Como parte de esta exigencia, el Consejo pidió a Irak que presentara, en un plazo de 15 días, un informe en el que declarara todas las localizaciones de todas las armas mencionadas y aceptara inspecciones urgentes in situ. A continuación, estableció la Comisión Especial de las Naciones Unidas relativa a las inspecciones y fijó sus disposiciones, y pidió a Irak que cumpliera sus obligaciones en virtud del Tratado de No Proliferación de Armas Nucleares, comprometiéndose a no desarrollar armas nucleares y a presentar un informe al Secretario General y al Organismo Internacional de Energía Atómica en un plazo de 15 días. La resolución señalaba que estas acciones "representan pasos hacia el objetivo de establecer en Oriente Medio una zona libre de armas de destrucción masiva y de todos los misiles para su lanzamiento, así como hacia el objetivo de una prohibición mundial de las armas químicas".
Tras debatir la facilitación de las repatriaciones de prisioneros de guerra y la cooperación con el Comité Internacional de la Cruz Roja, el Consejo exigió a Irak que informara al Consejo de que no se comprometía ni apoyaba el terrorismo y que no permitiría que tales actos tuvieran lugar en su territorio.
A continuación, la Resolución 687 se refiere a las repatriaciones e indemnizaciones, declarando que Irak es responsable de cualquier pérdida, daño y perjuicio infligido a Kuwait, exigiendo además que Irak entregue cualquier propiedad restante incautada a Kuwait. También declaró nula cualquier declaración de Iraq relativa a su negativa a reembolsar su deuda externa, y decidió crear un fondo para estas reclamaciones de indemnización (la Comisión de Indemnización de las Naciones Unidas, establecida oficialmente en la Resolución 692).

### Revisión de las sanciones contra Iraq
En cuanto a las sanciones, el Consejo ha reiterado que las sanciones internacionales contra Iraq no se aplican a los productos alimenticios ni a la ayuda médica a las poblaciones civiles de Iraq y Kuwait, así como la supresión de las sanciones impuestas a Iraq en la Resolución 661 (1990), y ha decidido revisar estas restricciones cada 60 días. Sin embargo, seguirá prohibida la venta de armas y otro material relacionado con Irak.

## Efectos
Tras la aceptación de todos los apartados de la resolución por parte de Irak, se inició un alto el fuego formal entre Irak y Kuwait y los Estados miembros que cooperaban con Kuwait.

### Uso de la resolución para los ataques estadounidenses
La parte más importante de la resolución era el párrafo final 34, que exigía que "[el Consejo de Seguridad]...[d]ecida... adoptar las medidas adicionales que sean necesarias para la aplicación de la presente resolución y para garantizar la paz y la seguridad en la zona". Esta declaración fue ampliamente interpretada como "obedezcan o les obligaremos a hacerlo por todos los medios necesarios". Este texto fue utilizado por Estados Unidos como justificación para el bombardeo de Irak en 1996, el bombardeo de Irak en 1998 y la invasión de Irak en 2003, sobre la base de que Irak se negaba a cumplir diversas resoluciones de Naciones Unidas, con el fin de mantener la paz y la seguridad en la región del Golfo Pérsico.